# LiveJournal
LiveJournal (на руски: Живой Журнал), е руска услуга за социални мрежи, в която потребителите могат да поддържат блог или дневник.  
Създаден е като виртуална общност и социална мрежа, в която потребителите на интернет могат да поддържат свой блог, журнал или дневник от Брад Фицпатрик през април 1999 г. , но към 2007 г. става руска собственост.  LiveJournal е също и име на свободен сървърен софтуер с отворен код, създаден да поддържа виртуалната общност на LiveJournal.
Danga Interactive, компанията, която първоначално предлага услугата LiveJournal, е базирана в Сан Франциско.
През януари 2005 г. американската компания  Six Apart придобива от Фицпатрик Danga Interactive.
На 2 декември 2007, Six Apart обявява, че продава LiveJournal на SUP, руска медийна компания, която е лицензирала LiveJournal за използване в Русия. Six Apart продължава да се занимава с рекламирането в САЩ според условията на сделката, но разработването на софтуера на LiveJournal се извършва от SUP и новосформираната фирма LiveJournal, Inc.